# 2001 في إيطاليا
فيما يلي قوائم الأحداث التي وقعت خلال عام 2001 في إيطاليا.

## أحداث
- 1 يناير – ماسح الأجرام القريبة من الأرض كامبو إمبريتر

## سياسة

### تعيين في المنصب
- 24 مايو – ماتيو سالفيني member of City Council  [لغات أخرى]‏.
- 30 مايو – باولو جينتيلوني عضو مجلس النواب في الجمهورية الإيطالية.
- 30 مايو – روبرتا بينوتي عضو مجلس النواب في الجمهورية الإيطالية.
- 1 يونيو – والتر فيلتروني mayor of Rome ‏.
- 10 يونيو – سيلفيو برلسكوني رئيس وزراء إيطاليا.
- 1 أغسطس – ريتا ليفي مونتالشيني عضو مجلس الشيوخ مدى الحياة.

### انتهاء فترة المنصب
- 8 يناير – فرانشيسكو روتيلي mayor of Rome ‏.
- 14 مايو – ماتيو سالفيني member of City Council  [لغات أخرى]‏.
- 6 يونيو – لامبرتو ديني وزير الخارجية.
- 10 يونيو – جوليانو أماتو رئيس وزراء إيطاليا.
- 11 يونيو – أومبيرتو فيرونيسي وزير الصحة  [لغات أخرى]‏.
- 20 يونيو – سيرجيو ماتاريلا وزير الدفاع  [لغات أخرى]‏.
- 9 نوفمبر – جيوفاني ليوني عضو مجلس الشيوخ مدى الحياة.

## رياضة
- 1 يناير – ميلان-سان ريمو 2001 الفائزون رومان فاينشتينز، إريك تسابل، ماريو تشيبوليني.

## أفلام
من الأفلام التي صدرت هذه السنة في إيطاليا:
- 1 يناير – الآخرون من إخراج أليخاندرو آمينابار.
- 1 يناير – الدائرة من إخراج جعفر بناهي.
- 1 يناير – القبلة الأخيرة من إخراج غابرييل موتشينو.
- 1 يناير – منتزه جوسفورد من إخراج روبرت ألتمان.
- 9 فبراير – هانيبال من إخراج ريدلي سكوت.
- 12 مايو – الأرض المحايدة من إخراج دانيس تانوفيتش.

## وفيات

### فبراير
- 8 فبراير – والتر جينيراتي (مواليد 1913) درّاج طريق إيطالي.

### أبريل
- 5 أبريل – ألدو أوليفييري (مواليد 1910) لاعب ومدرب كرة قدم إيطالي.
- 25 أبريل – ميكيلي ألبوريتو (مواليد 1956)

### مايو
- 26 مايو – فيتوريو برامبيا (مواليد 1937)

### أغسطس
- 3 أغسطس – ماريو بيرازولو (مواليد 1911) لاعب ومدرب كرة قدم إيطالي.

### نوفمبر
- 9 نوفمبر – جيوفاني ليوني (مواليد 1908)[1]

### ديسمبر
- 5 ديسمبر – فرانكو راسيتي (مواليد 1901) فيزيائي إيطالي.[2]
- 7 ديسمبر – ماريا فرانشيسكا أميرة سافوي (مواليد 1914)